# Garrebourg
Garrebourg (Duits: Garburg) is een gemeente in het Franse departement Moselle (regio Grand Est). De plaats maakt deel uit van het arrondissement Sarrebourg-Château-Salins. Garrebourg telde op 1 januari 2022 486 inwoners.

## Geografie
De oppervlakte van Garrebourg bedroeg op 1 januari 2022 8,34 vierkante kilometer; de bevolkingsdichtheid was toen 58,3 inwoners per km².

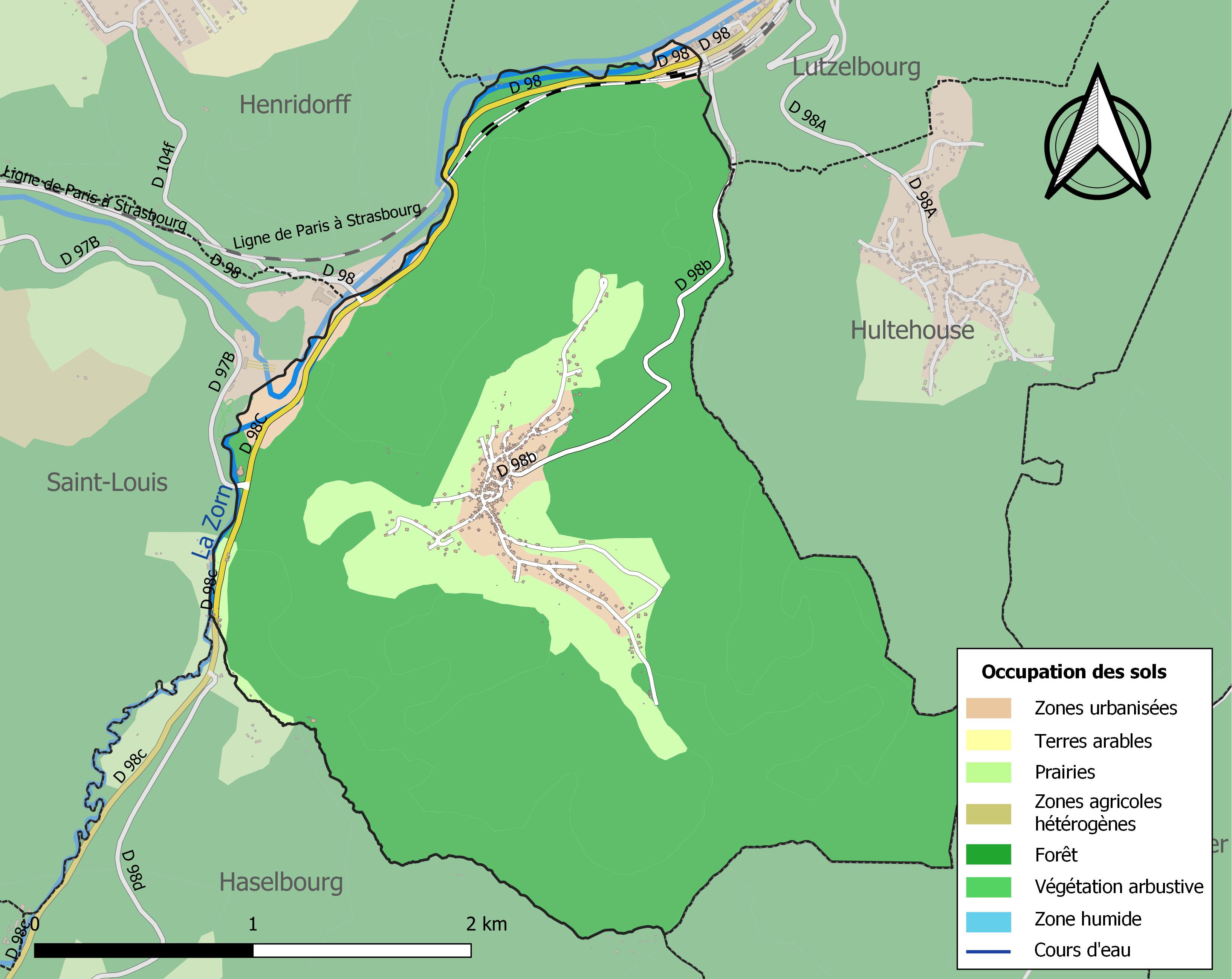
Kaart van de gemeente met de belangrijkste infrastructuur, bodemgebruik en omliggende gemeenten

## Demografie
Onderstaande figuur toont het verloop van het inwonertal (bron: INSEE-tellingen).